# Pasarlapudi
Pasarlapudi est un village du district de Konaseema dans l'État d'Andhra Pradesh en Inde. 
Selon le recensement de l'Inde de 2011, la localité compte une population de 7 363 habitants.
Pasarlapudi est aussi le delta du fleuve Godavari dans le golfe du Bengale.